# 57. јапанска армија
57. јапанска армија (јапански:第57軍 - Dai-gojyūnana gun) је била армија у Царској Јапанској армији током финалних дана Другог светског рата.

## Историја
Јапанска 57-та армија је формирана 8. априла 1945. године и била је потчињена јапанској 16-тој армијској области, као део последњег очајничког покушаја Јапана да спречи могућу инвазију савезничких снага на јужни Кјушу, током операције Даунфол. У њеном саставу су се већином налазили недовољно обучени резервисти, студенти и локална милиција. Штаб армије се налазио у месту Такарабе, Префектура Кагошима.
Мада су Јапанци били способни да мобилишу велики број нових војника, наоружања за њих је било јако мало. У августу 1945. године, јапанска армија је имала на домаћим острвима снаге еквиваленту од 65 дивизија, али је наоружање било за свега 40 а миниције за само 30.
Јапанци се нису уобичајно одлучили да ставе све на коцку, на исход у бици за Кјушу, мада су они сконцентрисали своје залихе на такав један положај који се налазио незнатно у резерви. По појединим проценама, снаге на острву Кјушу су имали 40% од укупне муниције на домаћим острвима.
Допунски, јапансци су формирали „Патриотски Грађански Бобени Корпус“, у који су укључени сви здрави мушкарци од 15 до 60 година, и жене од 17 до 40 година, да обављају борбену подршку, а ако затреба и да се боре. Наоружање, тренинг и униформе, генерално је било слабо: поједини људи нису имали ништа боље од мускете, лука и стреле, или бамбусовог копља; и поред тога, од њих се очекивало да се боре са тим што су имали.
　
Педесетседма армија је демобилисана при предаји Јапана 15. августа 1945. године, и није имала прилику да учествује у борби.
Педесетседма армија је у свом саставу имала следеће јединице (1945. године):
- 86-та пешадијска дивизија
- 154-та пешадијска дивизија
- 156-та пешадијска дивизија
- 98-ма самостална мешовита бригада
- 109-та самостална мешовита бригада
- 5-ти самосатлни оклопни пук
- 6-ти самостални оклопни пук
- 1-ва штабна артиљерија

## Главни официри

### Команданти армије
|   | Име                            | Од             | До                 |
| - | ------------------------------ | -------------- | ------------------ |
| 1 | Генерал-лајтант Канђи Нишихара | 6. април 1945. | 1. септембар 1945. |

### Начелници штаба
|   | Име                             | Од             | До                 |
| - | ------------------------------- | -------------- | ------------------ |
| 1 | Генерал-мајор Јасумаса Јошитаке | 6. април 1945. | 1. септембар 1945. |